# Вязовая (Харьковская область)
Вязова́я (укр. В'язова) — село,
Вязовский сельский совет,
Краснокутский район,
Харьковская область, Украина.
Код КОАТУУ — 6323580501. Население по переписи 2001 года составляет 611 (279/332 м/ж) человек.
Является административным центром Вязовского сельского совета, в который, кроме того, входят сёла
Михайловка,
Отрада,
Олейники и
Рандава.

## Географическое положение
Село Вязовая находится на берегу реки Ковалевка,
ниже по течению на расстоянии в 1 км расположено село Михайловка.
На реке сделаны большие запруды.

## История
- 1775 — дата основания.

## Экономика
- Частная агрофирма «Ватал».
- Агрофирма им. Кутузова.

## Достопримечательности
- Братская могила советских воинов. Похоронено 48 воинов.
- Братская могила советских воинов и памятник воинам-односельчанам. Похоронено 84 воина.